# Волейбол в Обнинске
Волейбо́л в О́бнинске — один из самых развитых городских видов спорта на протяжении всей истории Обнинска, от детского волейбола до спорта высших достижений.

## Предыстория
Впервые систематическая игра в волейбол появилась на территории будущего Обнинска в 1946 году вместе с возникновением секретной Лаборатории «В» (будущего Физико-энергетического института). Советские и немецкие сотрудники лаборатории, изолированные от остального мира колючей проволокой, своими силами создали в лесу спортивный комплекс из легкоатлетических и волейбольных площадок. В 1947 году Лабораторию «В» возглавил Пётр Захаров, который стал одним из основных спортивных организаторов. Помимо судейских функций на волейбольных площадках, Захаров формировал любительские волейбольные и футбольные команды и возил их на соревнования в Москву и Малоярославец.
Среди старших волейболистов-любителей выделялись бывшие артиллеристы, прошедшие только что окончившуюся Вторую мировую войну — Олег Казачковский, Фёдор Украинцев (в основном играл распасовщиком), Иван Морозов. Среди женщин-волейболисток выделялись жена Казачковского Тамара Семёновна Беланова, Жанна Ивановна Ивлева, Клавдия Григорьевна Савина.

### Книги
- 27-й международный турнир ветеранов волейбола: Сборник: 13-й выпуск / Федерация волейбола Обнинска. — Обнинск, 2004. — С. 36.
- Памяти друга: Памяти Владимира Лепендина: Сборник / Сост. Д. В. Габрианович, А. В. Лепендин, В. Е. Таранов; худож. И. Б. Данилюк; ред. Е. В. Еремеев; Федерация волейбола Обнинска. — Обнинск, 2005. — 126 с.

### Статьи
- Бессменный директор волейбольной школы подал в отставку! // Неделя Обнинска. — 30 мая 2009 года.
- Бронзовый призер Чемпионата Европы Ceргей Киндинов: «До Александрa Савина я не дорoc всего 2 сантиметрa!» // Неделя Обнинска. — 16 апреля 2009 года.
- Город отечественной науки готовит лучшие спортивные кадры // Калужская служба новостей. — 28 ноября 2004 года.
- Васильев В. Подрастают чемпионы (недоступная ссылка — история) // Обнинск. — 25 февраля 2010 года. — № 22 (3266).
- Волов Андрей Николаевич. Волейбол в Обнинске (недоступная ссылка — история) // Волейбольный клуб «Обнинск».
- Деньги на бочку! // НГ-регион. — 18 октября 2013 года. — № 40 (1027). Архивировано 19 октября 2013 года.
- Деньги спорта // Новая среда +. — 20 декабря 2009 года.
- Ещё несколько лет назад о пляжном волейболе в Калужской области знали немногие // ТРК «Ника». — 2 июля 2009 года. Архивировано 11 января 2014 года.
- Зюзин Сергей. Георгий Ряжнов: За рубежом говорил на фарси, английском и немного по-испански // Новости алтайского спорта. — 5 ноября 2002 года.
- Еремеев Евгений. Звёзды и курьёзы // Фонд развития физической культуры и спорта олимпийского чемпиона Александра Савина. Архивировано из оригинала 27 марта 2014 года.
- Иванов Павел. Выше сетки // Обнинская газета. — 4 сентября 2012 года. — № 19 (23).
- Интервью старшего тренера команды «Динамо» (Москва): Интервью пресс-службы ВК «Динамо» Москва с Олегом Антоновым // ВК «Динамо» Москва. — 14 мая 2012 года. Архивировано 22 мая 2012 года.
- Коротков Сергей. Волейбольный семейный подряд // Обнинск. — 14 сентября 2010 года. — № 114 (3358). Архивировано 20 сентября 2010 года.
- Коротков Сергей. Три возраста победы // Обнинск. — 18 сентября 2010 года. — № 116-117 (3360-3361). Архивировано 27 сентября 2010 года.
- Коротков Сергей. Одним темпом // Весть. — 22 мая 2013 года.
- Легендарный спортсмен, чемпион мира и Олимпийских игр по волейболу, воспитанник Обнинской детско-юношеской спортивной школы олимпийского резерва Александр Савин берет под опеку юных обнинских волейболистов // Пресс-служба администрации города Обнинска. — 14 июля 2004 года.
- Невский Евгений. Спортивная стройка от пляжа до лыжни // Неделя Обнинска. — 28 июня 2012 года.
- Савин Александр Борисович // Biograph.ru. Архивировано из оригинала 7 января 2007 года.
- Сигутин А. 30 славных лет (недоступная ссылка — история) // Обнинск. — 24 мая 2012 года. — № 61 (3631).
- Собачкин Алексей. Выше головы (недоступная ссылка — история) // НГ-регион. — 15 мая 2009 года.
- Цирлин Евгений. Александр Савин: «Почему я ушёл из сборной» // Смена. — 1987 (ноябрь). — № 1452.
- Чепель Наталия. Созвездие чемпионов (недоступная ссылка — история) // Обнинский вестник. — 11 марта 2009 года.

## Видео
- Рождённый под знаком стрельца: Документальный фильм об обнинском волейболе / Владимир Лепендин, Евгений Еремеев. — Обнинск: ТВЭЛ, 2002.